# FKスードゥヴァ・マリヤンポレ
FKスードゥヴァ（FK Sūduva）は、リトアニアのマリヤンポレをホームタウンとするサッカークラブ。1942年創設。リトアニアの最上位リーグであるAリーガ所属。2017年にAリーガ初優勝を果たし、2019年まで3連覇を達成した。通算優勝回数はAリーガ3回、LFFタウレー3回、LFFスペルタウレー4回。

## 歴史
1942年に創設された。チームはスヴァルキヤ地方の選手権に参加し始めた。1943年以降、クラブの名前はジャルギリス、スパルタカス、CF、KTUジャルギリス、モクスラス、シェシュペなどに変更されたが、「スードゥヴァ」の名前は時々復活した。
1962年にカップ決勝に初進出したが、リマ・カウナスに敗れて準優勝に終わった。1975年にネムナスグループ2位になり、決勝に進出すると、決勝でリーグ3位の成績を残した。1976年にカップで準優勝した。その後は10年以上低迷していたが、1988年にトップディビジョンに復帰した。
1990年に新しく創立されたバルティックリーグに参加した。1991年から2001年まではリトアニアのトップディビジョン、セカンドデイビジョン、サードディビジョンに参加した。
2001年にIリーガ2位の成績を残し、Aリーガに昇格した。2002年にLFFタウレーで準優勝し、リーグで6位の成績を残した。同年にUEFAカップ 2002-03でUEFAカップデビューを果たし、予選でノルウェーのブランに勝利したが、1回戦でスコットランドのセルティックに2試合合計スコア1-10で敗れた。セルティック・パークで行われたアウェーの第1戦はヘンリク・ラーションのハットトリックなどで1-8の大敗を喫した。2003年にリーグ6位、2004年に7位の成績を残した。
2005年に30年ぶりとなるリーグ3位の成績を残し、UEFAカップ 2006-07出場権を獲得した。UEFAカップ予選1回戦でウェールズのリルに勝利したが、予選2回戦でベルギーのクラブ・ブルッヘに敗れた。
2006年にカップ決勝でエクラナス・パネヴェジースに1-0で勝利して初優勝を果たした。
2007年にカップ優勝チームとして出場したLFFスペルタウレーでリーグ優勝のFBKカウナスと対戦したが、0-1で敗れた。リーグでは2位の成績を残した。同年にUEFAカップ 2007-08に出場し、予選1回戦で北アイルランドのダンガノン・スウィフツに勝利したが、予選2回戦でブランに敗れた。
2008年にリーグ3位のヴェトラと同勝ち点を獲得したが、当該チーム間の対戦成績で下回ったため、4位となった。同年にUEFAカップ 2008-09に出場し、予選1回戦でウェールズのザ・ニュー・セインツに勝利したが、予選2回戦でオーストリアのレッドブル・ザルツブルクに敗れた。
2009年にカップとスーパーカップで優勝し、リーグで3位の成績を残した。2008-09シーズンのカップ決勝でタウラス・タウラゲに1-0で勝利して3年ぶり通算2回目の優勝を果たし、カップ優勝チームとして出場したスーパーカップでもリーグ優勝のエクラナス・パネヴェジースをPK戦で破り、初優勝を果たした。同年にUEFAヨーロッパリーグ 2009-10に出場したが、予選2回戦でデンマークのラナースに敗れた。
2010年にリーグ2位の成績を残した。同年にUEFAヨーロッパリーグ 2010-11に出場したが、予選2回戦でオーストリアのラピード・ウィーンに敗れた。また、マリヤンポレで開催されたバルティックリーグ決勝に進出したが、ラトビアのヴェンツピルスにPK戦で敗れて準優勝に終わった。
2011年にリーグ3位の成績を残した。同年にUEFAヨーロッパリーグ 2011-12に出場したが、予選2回戦でスウェーデンのエルフスボリに敗れた。
2012年にリーグ3位の成績を残し、トップ3入りは通算7回目となった。同年にUEFAヨーロッパリーグ 2012-13に出場し、予選1回戦でラトビアのダウガヴァに勝利したが、予選2回戦でセルビアのヴォイヴォディナ・ノヴィ・サドに敗れた。
2013年にリーグ4位になり、4シーズン連続で続いていたトップ3入りが途切れた。最終節までエクラナス・パネヴェジースとの3位争いが行われ、最終節にスードゥヴァはジャルギリスに勝利したが、エクラナス・パネヴェジースも後半アディショナルタイムの得点でタウラス・タウラゲに勝利したため、4位に終わった。同年にUEFAヨーロッパリーグ 2013-14に出場したが、予選1回戦でマケドニアのトゥルノボに敗れた。
2016年にUEFAヨーロッパリーグ 2016-17で国際大会に復帰したが、予選1回戦でデンマークのミッティランに敗れた。同年9月にカザフスタン人のウラジーミル・チェブリンが監督に就任した。チェブリンはクルオヤ・パクルオイスで監督を務めた2014年にリーグ2位の成績を残していた。同年にリーグ3位の成績を残し、トップ3に復帰した。カップでも決勝に進出したが、ジャルギリスに0-2で敗れた。
2017年にチェブリン監督の下でクラブ史上初となるリーグ優勝を飾り、UEFAチャンピオンズリーグ出場権を獲得した。ホームで行われた最終節にリーグ4連覇中で優勝争いをしていたジャルギリスを3-0で破り、2位ジャルギリスに勝ち点4差をつけて初優勝を果たした。優勝を決めたジャルギリス戦には4,489人が入場し、2017年のAリーガにおける最多入場者数を記録した。同年にUEFAヨーロッパリーグ 2017-18に出場し、予選1回戦でベラルーシのシャフティオール・ソリゴルスクに勝利すると、予選2回戦でラトビアのリエパーヤを破り、予選3回戦でスイスのシオンを破ってクラブ史上初のプレーオフ進出を果たした。リトアニアのクラブとしてもプレーオフに進出するのは2013年のジャルギリス以来通算2回目であった。プレーオフではブルガリアのルドゴレツ・ラズグラトに2試合合計スコア0-2で敗れた。ホームで行われた第2戦はリトアニア首相のサウリュス・スクヴェルネリスやリトアニア代表監督のエドガラス・ヤンカウスカスが観戦した。
2018年にリーグで2位ジャルギリスに勝ち点2差をつけて優勝し、連覇を達成した。2017年のリーグ優勝チームとして出場したスーパーカップでもカップ優勝のストゥンブラスを5-0で破り、2009年以来9年ぶりに通算2回目の優勝を果たした。5-0のスコアはスーパーカップ史上最大の勝利であった。同年にUEFAチャンピオンズリーグ 2018-19でUEFAチャンピオンズリーグデビューを果たし、予選1回戦でキプロスのAPOELに勝利したが、予選2回戦でセルビアのレッドスター・ベオグラードに敗れてUEFAヨーロッパリーグ 2018-19に移った。ヨーロッパリーグ予選3回戦でラトビアのスパルタクス・ユールマラに勝利したが、プレーオフでスコットランドのセルティックに敗れた。
2019年にリトアニアの国内タイトルをすべて獲得して3冠を達成した。リーグで2位ジャルギリスに勝ち点13差をつけて優勝し、3連覇を達成した。2018年のリーグ優勝チームとして出場したスーパーカップではカップ優勝のジャルギリスを2-0で破り、連覇を達成した。カップ決勝でもバンガ・ガルグジュダイに4-0で勝利し、2009年以来10年ぶりに優勝を果たした。同年にUEFAチャンピオンズリーグ 2019-20に出場したが、予選1回戦でセルビアのレッドスター・ベオグラードに敗れてUEFAヨーロッパリーグ 2019-20に移った。ヨーロッパリーグ予選2回戦でサンマリノのトレ・ペンネに勝利すると、予選3回戦でイスラエルのマッカビ・テルアビブに勝利して3シーズン連続でプレーオフに進出したが、ハンガリーのフェレンツヴァーロシュに敗れてグループステージ出場を逃した。
2019年12月にチェブリン監督はクラブとの契約を更新しないことを発表した。チェブリンは2017年からリーグ3連覇、2018年と2019年にスーパーカップ優勝、2019年にカップ優勝、ヨーロッパリーグでも3年連続でプレーオフ進出を果たし、クラブの歴史の中で最高の結果を残した。
2020年にリーグ2位の成績を残し、スーパーカップとカップで準優勝を果たした。リーグでは2位ジャルギリスと勝ち点1差の首位で最終節を迎えたが、最終節にジャルギリスに敗れて逆転優勝を許した。スーパーカップではジャルギリスに0-1で敗れ、カップ決勝でもパネヴェジースにPK戦で敗れた。同年にUEFAチャンピオンズリーグ 2020-21に出場し、予選1回戦でエストニアのフローラ・タリンに勝利したが、予選2回戦でイスラエルのマッカビ・テルアビブに敗れてUEFAヨーロッパリーグ 2020-21に移った。ヨーロッパリーグでは予選3回戦でフィンランドのKuPSに敗れ、3シーズン連続で続いていたプレーオフ進出を逃した。
2021年にUEFAヨーロッパカンファレンスリーグ 2021-22に出場し、予選1回戦でラトビアのヴァルミエラに勝利したが、予選2回戦でポーランドのラクフ・チェンストホヴァにPK戦で敗れた。ちなみに、アゼルバイジャンのネフチ・バクーから本田圭佑を獲得している。
2023年2月9日、鈴木惇のFKスードゥヴァへの移籍が発表された。

## タイトル

### 国内タイトル
- Aリーガ：3回
  - 2017, 2018, 2019
- LFFタウレー：3回
  - 2006, 2008-09, 2019
- LFFスペルタウレー：4回
  - 2009, 2018, 2019, 2022[36]

### 国際タイトル
- なし

## 過去の成績
| シーズン | ディビジョン | ディビジョン | ディビジョン | ディビジョン | ディビジョン | ディビジョン | ディビジョン | ディビジョン | ディビジョン | LFFタウレー  | LFFスペルタウレー |
| シーズン | リーグ       | 試           | 勝           | 分           | 敗           | 得           | 失           | 点           | 順位         | LFFタウレー  | LFFスペルタウレー |
| -------- | ------------ | ------------ | ------------ | ------------ | ------------ | ------------ | ------------ | ------------ | ------------ | ------------ | ----------------- |
| 1999     | LFF IIリーガ |              |              |              |              |              |              |              | 2位          |              | —                 |
| 2000     | LFF IIリーガ |              |              |              |              |              |              |              | 1位          | —            |                   |
| 2000     | LFF IIリーガ |              |              |              |              |              |              |              | 1位          | —            |                   |
| 2001     | Iリーガ      | 30           | 22           | 1            | 7            | 93           | 42           | 67           | 2位          | —            |                   |
| 2001     | Iリーガ      | 30           | 22           | 1            | 7            | 93           | 42           | 67           | 2位          | —            | 準優勝            |
| 2002     | Aリーガ      | 32           | 11           | 8            | 13           | 44           | 50           | 41           | 6位          | —            |                   |
| 2002     | Aリーガ      | 32           | 11           | 8            | 13           | 44           | 50           | 41           | 6位          | —            | ベスト16          |
| 2003     | Aリーガ      | 28           | 8            | 8            | 12           | 39           | 45           | 32           | 6位          | —            |                   |
| 2003     | Aリーガ      | 28           | 8            | 8            | 12           | 39           | 45           | 32           | 6位          | —            | 準決勝敗退        |
| 2004     | Aリーガ      | 28           | 5            | 7            | 16           | 31           | 55           | 22           | 7位          | 準々決勝敗退 | —                 |
| 2005     | Aリーガ      | 36           | 16           | 11           | 9            | 67           | 43           | 59           | 3位          | 準々決勝敗退 | —                 |
| 2006     | Aリーガ      | 36           | 15           | 8            | 13           | 48           | 44           | 53           | 5位          | 優勝         | —                 |
| 2007     | Aリーガ      | 36           | 20           | 8            | 8            | 66           | 34           | 68           | 2位          | 準々決勝敗退 | 準優勝            |
| 2008     | Aリーガ      | 28           | 11           | 6            | 8            | 35           | 25           | 48           | 4位          | 準々決勝敗退 | —                 |
| 2008     | Aリーガ      | 28           | 11           | 6            | 8            | 35           | 25           | 48           | 4位          | 優勝         | —                 |
| 2009     | Aリーガ      | 28           | 14           | 11           | 3            | 55           | 22           | 53           | 3位          | —            |                   |
| 2009     | Aリーガ      | 28           | 14           | 11           | 3            | 55           | 22           | 53           | 3位          | —            | 準決勝敗退        |
| 2010     | Aリーガ      | 27           | 16           | 8            | 3            | 56           | 16           | 56           | 2位          | 優勝         |                   |
| 2010     | Aリーガ      | 27           | 16           | 8            | 3            | 56           | 16           | 56           | 2位          | 優勝         | 準々決勝敗退      |
| 2011     | Aリーガ      | 33           | 19           | 8            | 6            | 70           | 19           | 65           | 3位          | —            |                   |
| 2011     | Aリーガ      | 33           | 19           | 8            | 6            | 70           | 19           | 65           | 3位          | —            | 準決勝敗退        |
| 2012     | Aリーガ      | 36           | 21           | 7            | 8            | 77           | 37           | 70           | 3位          | —            |                   |
| 2012     | Aリーガ      | 36           | 21           | 7            | 8            | 77           | 37           | 70           | 3位          | —            | ベスト16          |
| 2013     | Aリーガ      | 32           | 18           | 8            | 6            | 73           | 33           | 62           | 4位          | —            |                   |
| 2013     | Aリーガ      | 32           | 18           | 8            | 6            | 73           | 33           | 62           | 4位          | —            | ベスト16          |
| 2014     | Aリーガ      | 36           | 17           | 11           | 8            | 70           | 38           | 62           | 5位          | —            |                   |
| 2014     | Aリーガ      | 36           | 17           | 11           | 8            | 70           | 38           | 62           | 5位          | —            | 準々決勝敗退      |
| 2015     | Aリーガ      | 36           | 21           | 4            | 11           | 76           | 34           | 67           | 4位          | —            |                   |
| 2015     | Aリーガ      | 36           | 21           | 4            | 11           | 76           | 34           | 67           | 4位          | —            | 準決勝敗退        |
| 2016     | Aリーガ      | 33           | 17           | 7            | 9            | 55           | 41           | 58           | 3位          | —            |                   |
| 2016     | Aリーガ      | 33           | 17           | 7            | 9            | 55           | 41           | 58           | 3位          | —            | 準優勝            |
| 2017     | Aリーガ      | 33           | 21           | 8            | 4            | 73           | 31           | 71           | 1位          | 準決勝敗退   | —                 |
| 2018     | Aリーガ      | 33           | 24           | 5            | 4            | 72           | 20           | 77           | 1位          | 準々決勝敗退 | 優勝              |
| 2019     | Aリーガ      | 33           | 29           | 0            | 4            | 95           | 24           | 87           | 1位          | 優勝         | 優勝              |
| 2020     | Aリーガ      | 20           | 13           | 4            | 3            | 32           | 18           | 43           | 2位          | 準優勝       | 準優勝            |
| 2021     | Aリーガ      | 36           | 21           | 7            | 8            | 64           | 33           | 70           | 2位          | 準々決勝敗退 | —                 |
| 2022     | Aリーガ      | 36           | 15           | 10           | 11           | 48           | 40           | 55           | 6位          | 準々決勝敗退 | 優勝              |
| 2023     | Aリーガ      |              |              |              |              |              |              |              | 位           |              |                   |

## 欧州の成績
| シーズン | 大会                               | ラウンド     | 対戦相手                       | ホーム | アウェー     | 合計        |  |
| -------- | ---------------------------------- | ------------ | ------------------------------ | ------ | ------------ | ----------- |  |
| 2002-03  | UEFAカップ                         | 予選ラウンド | ブラン                         | 3-2    | 3-2          | 6-4         |  |
| 2002-03  | UEFAカップ                         | 予選1回戦    | セルティック                   | 0-2    | 1-8          | 1-10        |  |
| 2006-07  | UEFAカップ                         | 予選1回戦    | リル                           | 2-1    | 0-0          | 2-1         |  |
| 2006-07  | UEFAカップ                         | 予選2回戦    | クラブ・ブルッヘ               | 0-2    | 2-5          | 2-7         |  |
| 2007-08  | UEFAカップ                         | 予選1回戦    | ダンガノン・スウィフツ         | 4-0    | 0-1          | 4-1         |  |
| 2007-08  | UEFAカップ                         | 予選2回戦    | ブラン                         | 3-4    | 1-2          | 4-6         |  |
| 2008-09  | UEFAカップ                         | 予選1回戦    | ザ・ニュー・セインツ           | 1-0    | 1-0          | 2-0         |  |
| 2008-09  | UEFAカップ                         | 予選2回戦    | レッドブル・ザルツブルク       | 1-4    | 1-0          | 2-4         |  |
| 2009-10  | UEFAヨーロッパリーグ               | 予選2回戦    | ラナース                       | 0-1    | 1-1          | 1-2         |  |
| 2010-11  | UEFAヨーロッパリーグ               | 予選2回戦    | ラピード・ウィーン             | 0-2    | 2-4          | 2-6         |  |
| 2011-12  | UEFAヨーロッパリーグ               | 予選2回戦    | エルフスボリ                   | 1-1    | 0-3          | 1-4         |  |
| 2012-13  | UEFAヨーロッパリーグ               | 予選1回戦    | ダウガヴァ                     | 0-1    | 3-2          | 3-3 (a)     |  |
| 2012-13  | UEFAヨーロッパリーグ               | 予選2回戦    | ヴォイヴォディナ・ノヴィ・サド | 0-4    | 1-1          | 1-5         |  |
| 2013-14  | UEFAヨーロッパリーグ               | 予選1回戦    | トゥルノボ                     | 2-2    | 2-2 (a.e.t.) | 4-4 (4-5 p) |  |
| 2016-17  | UEFAヨーロッパリーグ               | 予選1回戦    | ミッティラン                   | 0-1    | 0-1          | 0-2         |  |
| 2017-18  | UEFAヨーロッパリーグ               | 予選1回戦    | シャフティオール・ソリゴルスク | 2-1    | 0-0          | 2-1         |  |
| 2017-18  | UEFAヨーロッパリーグ               | 予選2回戦    | リエパーヤ                     | 0-1    | 2-0          | 2-1         |  |
| 2017-18  | UEFAヨーロッパリーグ               | 予選3回戦    | シオン                         | 3-0    | 1-1          | 4-1         |  |
| 2017-18  | UEFAヨーロッパリーグ               | プレーオフ   | ルドゴレツ・ラズグラド         | 0-0    | 0-2          | 0-2         |  |
| 2018-19  | UEFAチャンピオンズリーグ           | 予選1回戦    | APOEL                          | 3-1    | 0-1          | 3-2         |  |
| 2018-19  | UEFAチャンピオンズリーグ           | 予選2回戦    | ツルヴェナ・ズヴェズダ         | 0-2    | 0-3          | 0-5         |  |
| 2018-19  | UEFAヨーロッパリーグ               | 予選3回戦    | スパルタクス・ユールマラ       | 0-0    | 1-0          | 1-0         |  |
| 2018-19  | UEFAヨーロッパリーグ               | プレーオフ   | セルティック                   | 1-1    | 0-3          | 1-4         |  |
| 2019-20  | UEFAチャンピオンズリーグ           | 予選1回戦    | ツルヴェナ・ズヴェズダ         | 0-0    | 1-2          | 1-2         |  |
| 2019-20  | UEFAヨーロッパリーグ               | 予選2回戦    | トレ・ペンネ                   | 5-0    | 5-0          | 10-0        |  |
| 2019-20  | UEFAヨーロッパリーグ               | 予選3回戦    | マッカビ・テルアビブ           | 2-1    | 2-1          | 4-2         |  |
| 2019-20  | UEFAヨーロッパリーグ               | プレーオフ   | フェレンツヴァーロシュ         | 0-0    | 2-4          | 2-4         |  |
| 2020-21  | UEFAチャンピオンズリーグ           | 予選1回戦    | フローラ・タリン               | N/A    | 1-1 (4-2 p)  | N/A         |  |
| 2020-21  | UEFAチャンピオンズリーグ           | 予選2回戦    | マッカビ・テルアビブ           | 0-3    | N/A          | N/A         |  |
| 2020-21  | UEFAヨーロッパリーグ               | 予選3回戦    | KuPS                           | N/A    | 0-2          | N/A         |  |
| 2021-22  | UEFAヨーロッパカンファレンスリーグ | 予選1回戦    | ヴァルミエラ                   | 2-1    | 0-0          | 2-1         |  |
| 2021-22  | UEFAヨーロッパカンファレンスリーグ | 予選2回戦    | ラクフ・チェンストホヴァ       | 0-0    | 0-0 (a.e.t.) | 0-0 (3-4 p) |  |
| 2022-23  | UEFAヨーロッパカンファレンスリーグ | 予選2回戦    | ヴィボー                       | 0-1    | 0-1          | 0-2         |  |

## 歴代所属選手
- ヴァイダス・スラヴィカス 2005-2012, 2015-2022
- セルゲイ・コジュベルダ 2006-2009, 2009-2011
- エサウ・ガルシア・アルバレス 2009-2010
- 柳超 2010
- タダス・エリョシュス 2011-2012
- トマス・ラジャナウスカス 2011
- カロリス・ラウクゼミス 2015-2016, 2017-2018
- ブルーノ・デ・アラウージョ・ジバウ 2018
- カルロ・ブルシッチ 2019
- トゥセイント・リケッツ 2019
- ヘナン・エンヒキ・オリヴェイラ・ヴィエイラ 2019-2020
- ハムディ・ナゲズ 2020
- トーマス・サラモン 2020-2021
- アレクサンドロス・ガルガラツィディス 2021-
- 本田圭佑 2021
- ロマン・アブラン 2021-
- 鈴木惇 2023-